# Plasa Briceni, județul Hotin
Plasa Briceni a fost o unitate administrativ-teritorială din perioada interbelică, în județul Hotin din România.
Plasa Briceni, județul Hotin avea (la 1930) 49 localități:
| Nr. crt. | Denumire localitate             | Tip                            | Raionul în care se află în prezent | Regiunea          | Țara              |
| -------- | ------------------------------- | ------------------------------ | ---------------------------------- | ----------------- | ----------------- |
| 1        | Badragii-Noi                    | comună                         | Raionul Edineț                     |                   | Republica Moldova |
| 2        | Badragii-Vechi                  | comună                         | Raionul Edineț                     |                   | Republica Moldova |
| 3        | Bălăsinești                     | comună                         | Raionul Briceni                    |                   | Republica Moldova |
| 4        | Bălcăuții-de-Jos                | scos de la evidență 01.07.1965 |                                    |                   |                   |
| 5        | Bârlădeni                       | comună                         | Raionul Ocnița                     |                   | Republica Moldova |
| 6        | Bezeda                          | sat                            | Raionul Briceni                    |                   | Republica Moldova |
| 7        | Bogdănești                      | sat în comuna Tețcani          | Raionul Briceni                    |                   | Republica Moldova |
| 8        | Bulboaca                        | comună                         | Raionul Briceni                    |                   | Republica Moldova |
| 9        | Briceni-Sat                     |                                |                                    |                   |                   |
| 10       | Briceni-Târg                    | oraș                           | Raionul Briceni                    |                   | Republica Moldova |
| 11       | Burlănești                      | comună                         | Raionul Edineț                     |                   | Republica Moldova |
| 12       | Buzdugeni                       | sat în comuna Burlănești       | Raionul Edineț                     |                   | Republica Moldova |
| 13       | Caracușeni                      | Caracușenii Vechi              | Raionul Briceni                    |                   | Republica Moldova |
| 14       | Cepeleuți                       | comună                         | Raionul Edineț                     |                   | Republica Moldova |
| 15       | Colicăuți                       | comună                         | Raionul Briceni                    |                   | Republica Moldova |
| 16       | Constantinești                  | comună Constantinovca          | Raionul Edineț                     |                   | Republica Moldova |
| 17       | Corestăuți                      | comună                         | Raionul Ocnița                     |                   | Republica Moldova |
| 18       | Corjeuți                        | comună                         | Raionul Briceni                    |                   | Republica Moldova |
| 19       | Edineți-Sat                     |                                |                                    |                   |                   |
| 20       | Edineți-Târg                    | oraș                           | Raionul Edineț                     |                   | Republica Moldova |
| 21       | Ghincăuți                       | comună Hincăuți                | Raionul Edineț                     |                   | Republica Moldova |
| 22       | Glina-Mare                      |                                |                                    |                   |                   |
| 23       | Gordinești                      | comună                         | Raionul Edineț                     |                   | Republica Moldova |
| 24       | Grimăncăuți                     | comună                         | Raionul Briceni                    |                   | Republica Moldova |
| 25       | Grinăuți-Raia                   | sat în comuna Grinăuți-Moldova | Raionul Ocnița                     |                   | Republica Moldova |
| 26       | Rimești                         |                                |                                    |                   |                   |
| 27       | Halahora-de-Jos                 | sat                            | Raionul Briceni                    |                   | Republica Moldova |
| 28       | Halahora-de-Sus                 | comună                         | Raionul Briceni                    |                   | Republica Moldova |
| 29       | Heredeuca                       | Heredevca, Edineț              |                                    |                   |                   |
| 30       | Lopatnic                        | comună                         | Raionul Edineț                     |                   | Republica Moldova |
| 31       | Mărcăuți                        | comună                         | Raionul Briceni                    |                   | Republica Moldova |
| 32       | Mihăileni                       | comună                         | Raionul Briceni                    |                   | Republica Moldova |
| 33       | Mihălășeni                      | comună                         | Raionul Ocnița                     |                   | Republica Moldova |
| 34       | Paladia                         | Paladea                        | Raionul Ocnița                     |                   | Republica Moldova |
| 35       | Pererita                        | comună                         | Raionul Briceni                    |                   | Republica Moldova |
| 36       | Poiana                          | sat în comuna Hincăuți         | Raionul Edineț                     |                   | Republica Moldova |
| 37       | Rosoșani                        | comună Rosoșani                | Raionul Chelmenți                  | Regiunea Cernăuți | Ucraina           |
| 38       | Rotunda                         | comună                         | Raionul Edineț                     |                   | Republica Moldova |
| 39       | Slobozia-Caracușeni\|Caracușeni |                                |                                    |                   |                   |
| 40       | Slobozia-Grozinți               | Groznița                       |                                    |                   |                   |
| 41       | Tabani                          | comună                         | Raionul Briceni                    |                   | Republica Moldova |
| 42       | Târnova                         | comună                         | Raionul Edineț                     |                   | Republica Moldova |
| 43       | Tețcani                         | comună                         | Raionul Briceni                    |                   | Republica Moldova |
| 44       | Trebisăuți                      | comună                         | Raionul Briceni                    |                   | Republica Moldova |
| 45       | Trestieni                       | sat în comuna Colicăuți        | Raionul Briceni                    |                   | Republica Moldova |
| 46       | Trinca                          | comună                         | Raionul Edineț                     |                   | Republica Moldova |
| 47       | Vășcăuți                        | comună                         | Raionul Secureni                   | Regiunea Cernăuți | Ucraina           |
| 48       | Viișoara                        | comună                         | Raionul Edineț                     |                   | Republica Moldova |